# Friday (trilha sonora)
| Críticas profissionais                                                      | Críticas profissionais |
| Avaliações da crítica                                                       | Avaliações da crítica  |
| Fonte                                                                       | Avaliação              |
| --------------------------------------------------------------------------- | ---------------------- |
| Allmusic                                                                    | link                   |
| Esta tabela precisa de ser acompanhada por texto em prosa. Consulte o guia. |                        |

Friday é o álbum da trilha sonora do filme de comédia de 1995 Friday. Foi lançado em 11 de Abril de 1995, através da Priority Records e consiste de músicas de hip hop e R&B. A trilha sonora alcançou o número 1 da Billboard 200, onde ficou na posição por duas semanas, e na Top R&B/Hip-Hop Albums por seis semanas. Também lançou o sucesso "Keep Their Heads Ringin'" de Dr. Dre, que chegou ao número 10 da Billboard Hot 100 e 1 da Hot Rap Tracks. O álbum ganhou disco de platina duplo em 4 de Junho de 1996, enquanto o single "Keep Their Heads Ringin'" foi certificado como ouro em 10 de Maio de 1995.

## Lista de faixas
| #  | Título                               | Intérprete                    | Duração |
| -- | ------------------------------------ | ----------------------------- | ------- |
| 1  | Friday                               | Ice Cube                      | 3:51    |
| 2  | Keep Their Heads Ringin'             | Dr. Dre                       | 5:06    |
| 3  | Friday Night                         | Scarface featuring CJ Mac     | 3:40    |
| 4  | Lettin' Niggas Know                  | Threat                        | 4:30    |
| 5  | Roll It Up, Light It Up, Smoke It Up | Cypress Hill                  | 3:37    |
| 6  | Take a Hit                           | Mack 10                       | 4:36    |
| 7  | Tryin' to See Another Day            | The Isley Brothers            | 3:38    |
| 8  | You Got Me Wide Open                 | Bootsy Collins Bernie Worrell | 4:43    |
| 9  | Mary Jane                            | Rick James                    | 3:58    |
| 10 | I Wanna Get Next To You              | Rose Royce                    | 3:59    |
| 11 | Superhoes                            | Funkdoobiest                  | 3:44    |
| 12 | Coast II Coast                       | Tha Alkaholiks                | 5:09    |
| 13 | Blast If I Have To                   | E-A-Ski                       | 4:00    |
| 14 | Hoochie Mama                         | 2 Live Crew                   | 3:00    |
| 15 | I Heard It Through the Grapevine     | Roger Troutman                | 6:49    |

Disco bônus da Edição do 10º Aniversário "Old School Friday"
1. Mary Jane - Rick James
2. Low Rider - War
3. Freddie's Dead - Curtis Mayfield
4. The Way You Do Things You Do - The Temptations
5. I Wanna Get Next To You - Rose Royce
6. I Heard It Through The Grapevine - Gladys Knight & The Pips
7. Little Child Running Wild - Curtis Mayfield
8. Get Up (I Feel Like Being A Sex Machine) - James Brown
9. Heartbreaker (Part I, Part II) - Zapp
10. The Chase - Hidden Faces
11. Hangin' In The Hood - Hidden Faces

## Posições nas paradas
Álbum - Billboard (América do Norte)
| Ano  | Parada            | Maior posição |
| ---- | ----------------- | ------------- |
| 1995 | The Billboard 200 | 1             |